# Not About Nightingales
Not About Nightingales è un'opera teatrale del drammaturgo statunitense Tennessee Williams, scritta nel 1938 ma portata sulle scene per la prima volta solo sessant'anni più tardi, nel 1998. Il dramma, riscoperto e portato in scena dall'attrice Vanessa Redgrave, racconta dello sciopero della fame che dei prigionieri iniziano per cercare di migliorare la loro condizione all'interno del carcere. La pièce è anche una storia d'amore, quella tra la segretaria Eva e l'attraente carcerato Jim, che ha accettato di aiutare il direttore per ottenere la libertà condizionata.

## Trama

### Atto I
Eva Crane aspetta di fare un colloquio di lavoro per il posto di segretaria del direttore del carcere e, mentre aspetta di essere ammessa, incontra la signora Bristol, che ha portato un paniere di cose cucinate da lei al figlio Sailor Jack, detenuto nella prigione. Le due donne cominciano a parlare ma vengono interrotte dall'arrivo di Jim, che le informa che il direttore sta ispezionando il cortile e potrebbe metterci un po' a tornare; la signora Bristol non può attendere e lascia il paniere sulla scrivania del direttore. Quando il direttore Whalen finalmente arriva reagisce bruscamente al tentativo di Eva di ottenere il posto elencandogli tutte le sue disavventure precedenti, ma alla fine si convince di offrire il lavoro alla donna. Jim intanto torna nella sua cella, che lascia ogni giorno molto volentieri per lavorare per Whalen; i suoi compagni di prigionia non apprezzano però il suo zelo nei confronti delle autorità e mettono in dubbio la sua virilità, oltre ad accusarlo di spiarli per contro del direttore. Tra i suoi compagni di prigionia ci sono Queen, un omosessuale non molto sveglio, il carismatico Butch ed Ollie, un detenuto molto sveglio e di colore. Il giorno seguente la signora Bristol torna in carcere con dell'altro cibo e in cerca di notizie del figlio, che non sente da tempo, ma il direttore risponde bruscamente che Sailor Jack è impazzito ed è stato ucciso in una rissa provocata da lui.
Il giorno dopo Eva chiede a Hum com'è il mangiare in prigione e l'uomo risponde che il cibo è immangiabile, ma ritratta l'affermazione appena Whalen entra. Per rimettere in riga il detenuto, Whalen racconta ad Eva di quanto Jim fosse duro appena entrato in carcere e di come lui lo abbia spezzato facendolo frustare ogni giorno per due settimane; la descrizione delle tortura è troppo per Eve, che sviene. Intanto giù nelle celle gli uomini accusano forti dolori allo stomaco e pensando che la causa sia la pessima qualità del cibo indicono uno sciopero della fama; Jim li supplica di aspettare ancora un po' prima di cominciare lo sciopero, visto che se otterrà la libertà condizionale che agogna potrà denunciare i soprusi del carcere dal mondo esterno. Gli uomini accettano la proposta di Jim, ma scatenato una rivolta in mensa che costa a tutti loro una severa punizione. Jim irrompe nell'ufficio di Whalen mentre il direttore fa della avance ad Eva, denunciando le violenze che i detenuti hanno sofferto nella cella di punizione nota come "the hole" e porta dei carcerati con sé per mostrare i segni sui loro corpi. Ma Whalen, insensibile, stabilisce che i prigionieri abbiano bisogno di passare più tempo in "the hole" per imparare meglio la lezione; terrorizzato dall'idea di tornarci, Ollie si suicida lanciandosi di testa contro un muro. Quando la notizia della morte del compagno raggiunge i detenuti, gli uomini cominciano lo sciopero della fame.

### Atto II
Il cappellano della prigione tenta di convincere Whalen ad adottare mezzi più umani, ma il direttore non lo ascolta; rassegnato, il cappellano si dimette. La tensione è palpabile nella prigione e anche Eva ne risente: la donna è nervosa e stressata e fatica con il carico di lavoro. Quando Jim entra nell'ufficio con il braccio insanguinato (si era avvicinato troppo a una cella e un detenuto lo aveva agguantato) prova pena per lei e le suggerisce di andarsene, ma la donna rifiuta: innamorata di Jim, Eva vuole andarsene con lui quando l'uomo otterrà la libertà vigilata. I due si avvicinano per scambiarsi furtivo, ma vengono interrotti dall'arrivo di Whalen, che presenta loro il nuovo e compiacente cappellano. Il direttore avverte Jim che se lo sciopero non terminerà immediatamente manderà i prigionieri del blocco C nella sala caldaia, che viene usata come una stanza della tortura per le elevatissime temperature che raggiunge. Di nuovo solo con Eva, Jim parla alla donna del suo odio per la prigione e per tutti quelli che lì ci vivono e lavorano. Eva cerca di rincuorarlo parlandogli del loro futuro insieme dopo la libertà condizionata, ma questa ipotesi sembra ormai molto remota a Jim. Eva lo informa di volerlo aiutare andando a parlare con dei giornalisti degli orrendi soprusi che avvengono nel penitenziario.
Il direttore torna tutto trafelato nell'ufficio e manda via Jim, per poi informare Eva che sono chiusi dentro: il carcere è stato sigillato per scongiurare la rivolta, nessuno può entrare e nessuno può uscire. Approfittando dell'attacco di panico e della confusione di Eva, il direttore tenta di sedurla, ma un annuncio improvviso lo costringe ad allontanarsi dall'ufficio. Jim ritorna e quando Eva gli dice che lei se ne vuole andare a tutti i costi comincia ad escogitare un piano per scappare con la donna. Le dice di incontrarlo nell'angolo Sud-Ovest del carcere, cosicché potranno fuggire viene insieme.

### Atto III
Nella sala caldaie, gli uomini del blocco C cominciano a risentire per l'innalzarsi della temperatura e Butch cerca di tenere alto in morale ballando e cantando, con pochi risultati. Intanto, Jim ed Eva si sono incontrati nell'angolo Sud-Ovest, ma il tentativo di fuga è stato sventato dalle guardie, che trascino Jim insieme agli altri uomini del blocco C nella sala caldaie. Eva viene scordato dal direttore, che le promette la libertà condizionata per Jim se la donna verrà a letto con lui ed Eva, riluttante, accetta. Nella sala caldaie Butch è riuscito ad afferrare il secondino Schultz e, dopo averlo immobilizzato, Jim gli ruba le chiavi e la pistola. I prigionieri fuggono e scatenando una rivolta, lasciando Schultz a morire nella sala caldaie ormai ustionante. Butch e Jim corrono all'ufficio del diretto, l'uno in cerca di Whalen e l'altro in cerca di Eva.
I due irrompono nello studio di Whalen e, nonostante le suppliche dell'uomo, Butch lo uccide con una frusta rubata a un secondino. Mentre la rivolta impazza, Jim ed Eva trovano un momento per parlare da soli del loro romantico futuro insieme, ma ancora una volta le cose non vanno come sperato: è intervenuta la polizia a sedare gli scontri. Jim allora decide di tentare la fuga gettandosi nel fiume, dà le sue scarpe ad Eva e le dice di cercarlo tra gli annunci personali nelle pagine dei giornali, dove lui lascerà un messaggio per ricongiungersi a lei. Jim si lancia nel fiume, ma a causa dell'altezza e del buio della notte Eva non sa se il suo amato è riuscito a salvarsi. La polizia irrompe nell'ufficio del direttore e porta Eva in salvo dalla rivolta. Quando le chiedono di chi sono le scarpe Eva sostiene di non ricordarselo e di averle trovate per caso, ma rifiuta di lasciarle andare.

## Storia degli allestimenti
Williams aveva scritto la pièce per il Group Theatre di New York, ma la compagnia aveva rifiutato di mettere in scena l'opera, che non fu dimenticata e mai rappresentata durante la vita del drammaturgo. L'attrice Premio Oscar Vanessa Redgrave decise di rintracciare il manoscritto mentre faceva delle ricerche: nel 1989 l'attrice era stata scelta per recitare in un'altra opera di Williams, La discesa di Orfeo, ed era rimasta incuriosita da una introduzione in cui lo scrittori faceva riferimento agli orrori descritti in Not About Nightingales. Decisa a ritrovare l'opera, mai pubblicata, Redgrave alla fine contattò l'esecutrice letteraria di Williams, Maria St. Just, che dopo lunghe ricerche ritrovò una copia del manoscritto originale. Il testo piacque molto alla Redgrave e l'attrice lo sottopose al regista Trevor Nunn, che accettò di portarlo in scena. Dopo una settimana di anteprime, Not About Nightingales fece il suo debutto al National Theatre di Londra, con la regia di Nunn e un cast che comprendeva il fratello di Vanessa Corin Redgrave nei panni del direttore Whalen e Finbar Lynch in quelli di Jim. L'allestimento fu accolto positivamente dalla critica britannica ed ottenne una candidatura al prestigioso Laurence Olivier Award.
L'allestimento, co-prodotto dal National Theatre e dalla compagnia di Colin e Vanessa Redgrave, fu riproposto con lo stesso cast all'Alley Theatre di Houston, dove rimase in scena dal 5 giugno al 3 luglio 1998. Viste le recensioni ancora una volta molto positive, la produzione fu immediatamente riproposta a Broadway, dove rimase in cartellone per 138 repliche al Circle in the Square Theatre nel 1999. Not About Nightingales ricevette vasti consensi di critica e pubblico, vinse l'Outer Critics Circle Award alla migliore opera teatrale e fu candidato a nove Drama Desk Award e a sei Tony Award, vincendo il premio alla miglior regia del primo e alle migliori scenografie del secondo.